# Komlan Agbégniadan
Komlan Agbégniadan (ur. 26 marca 1991 w Lomé) – togijski piłkarz grający na pozycji pomocnika.
Agbégniadan grał głównie w klubach z Togo. W sezonie 2012/2013 był piłkarzem gabońskiego Stade Migovéen. Od 2016 roku gra w West African Football Academy z Ghany. W reprezentacji Togo zadebiutował w 2015 roku, a dwa lata potem został powołany na Puchar Narodów Afryki 2017, w którym zagrał w dwóch meczach fazy grupowej.